# 坎顿 (密歇根州)
坎頓（英語：Canton），正式名稱為坎頓特許鎮，是美國密歇根州韋恩縣的特許鎮。截至2020年人口普查，該鎮有人口98,659人。
坎頓鎮是密歇根州人口第二多的鎮（僅次於克林頓鎮）和第九大人口最多的市鎮。該鎮在美國收入最高的地方排名第96位，人口超過50,000人，並且一直被評為該州和全國最安全的城市之一。2015年，該鎮被評為美國第29個最安全的城市。